# Alice Walker
Alice Malsenior Walker (Eatonton, 9 februari 1944) is een Amerikaanse auteur en feministe. Ze won de Pulitzerprijs voor fictie voor het nadien verfilmde boek The Color Purple, en is de moeder van Rebecca Walker, eveneens auteur en feministe.

## Vroege levensloop
Walker werd geboren in Eatonton in de staat Georgia van de Verenigde Staten. Haar familie heeft afkomst uit Cherokee, Schotland en Ierland. Na de middelbare school ging ze naar het Spelman College in Atlanta en kreeg haar diploma in 1965 van het Sarah Lawrence College in Yonkers. Gedurende haar eerste jaar op de school ging ze naar Oeganda als uitwisselingsstudente.

## Relatie moeder - dochter
De relatie met haar dochter Rebecca was van het begin af aan slecht, zo toont de documentaire Beauty in Truth (2013) aan. Alice verwaarloosde haar dochter namelijk ernstig: alles moest wijken voor de politiek en het feminisme. Rebecca over haar moeder: 'Ik stond erg laag op haar prioriteitenlijstje - na werk, politieke integriteit, zelfontplooiing, vriendschap, spiritualiteit, roem en reizen'. Na Rebecca's zwangerschap onterfde Alice haar en verbrak ze het contact met haar dochter definitief.

## Geselecteerd werk

### Romans
- The Third Life of Grange Copeland (1970)
- Everyday Use (1973)
- The Flowers (1973)
- In Love and Trouble: Stories of Black Women (1973)
- Meridian (1976)
- The Color Purple (1982)
- You Can't Keep a Good Woman Down: Stories (1982)
- To Hell With Dying (1988)
- The Temple of My Familiar (1989)
- Finding the Green Stone (1991)
- Possessing the Secret of Joy (1992)
- The Complete Stories (1994)
- By the Light of My Father's Smile (1998)
- The Way Forward Is With a Broken Heart (2000)
- Now is the Time to Open Your Heart (2004)
- Beauty: When The Other Dancer is The Self

### Gedichten
- Revolutionary Petunias & Other Poems (1973)
- Once (1976)
- Good Night, Willie Lee, I'll See You in the Morning (1979)
- Horses Make a Landscape Look More Beautiful (1985)
- Her Blue Body Everything We Know: Earthling Poems (1991)
- Absolute Trust in the Goodness of the Earth (2003)
- A Poem Traveled Down My Arm: Poems And Drawings (2003)
- Collected Poems (2005)

### Non-fictie
- In Search of Our Mothers' Gardens: Womanist Prose (1983)
- Warrior Marks (1993)
- The Same River Twice: Honoring the Difficult (1996)
- Anything We Love Can Be Saved: A Writer's Activism (1997)
- (en)  Brief aan president Clinton
- Go Girl!: The Black Woman's Book of Travel And Adventure (1997)
- Pema Chodron and Alice Walker in Conversation (1999)
- Sent By Earth: A Message from the Grandmother Spirit After the Bombing of the World Trade Center And Pentagon (2001)
- Beauty: When the Other Dancer is the Self
- Women
- We Are the Ones We Have Been Waiting For (november 2006)

- Bibsys: 90060366
- Biblioteca Nacional de Chile: 000215167
- Biblioteca Nacional de España: XX964255
- Bibliothèque nationale de France: cb120134443 (data)
- Catàleg d'autoritats de noms i títols de Catalunya: 981058512221906706
- CiNii: DA00725546
- Gemeinsame Normdatei: 118884433
- International Standard Name Identifier: 0000 0001 1454 7953
- Library of Congress Control Number: n79109131
- Nationale Bibliotheek van Letland: 000029493
- MusicBrainz: b44abb39-6b22-4267-b1d2-736ceeed1a3e
- Bibliotheek van het Japanse parlement: 00460037
- Nationale Bibliotheek van Tsjechië: jn19990008881
- Nationale bibliotheek van Australië: 35587331
- Nationale Bibliotheek van Israël: 987007269603905171
- Nationale Bibliotheek van Polen: a0000001631611
- Nationale en Universitaire bibliotheek Zagreb: 000066262
- Nederlandse Thesaurus van Auteursnamen: 068352980
- Istituto Centrale per il Catalogo Unico: CFIV035338
- LIBRIS: 302407
- SNAC: w6rg6mwv
- Système universitaire de documentation: 028262565
- Trove: 1005176
- Virtual International Authority File: 108495772
- WorldCat: E39PBJrKTV4VB7v6d4rVJ9Btrq